# Century of the Dragon
Pour plus de détails, voir Fiche technique et Distribution.
Century of the Dragon (龍在邊緣, Yan joi bin yuen) est un thriller hongkongais réalisé par Clarence Fok (en) et sorti en 1999 à Hong Kong.
Il totalise 8 313 482 HK$ au box-office.

## Synopsis
À l'époque où Wong Chi-sing (Louis Koo) était élève à l'académie de police, ses résultats exceptionnels avaient incité le surintendant Ko (Joe Lee) à l'envoyer en mission d'infiltration avant la fin de sa formation. Cinq ans plus tard, Chi-sing gagne enfin la confiance du chef le plus important de la triade Hung Hing, Lung Yat-fei (Andy Lau), connu sous le nom de Fei-lung Gor. Une fois, Tong Pau (Anthony Wong), frère de sang de Fei-lung, se bat pour des territoires contre un autre chef de triade, Loan Shark Ko (Steve Lee), le jour même de la fête d'anniversaire de la mère de Fei-lung (Nina Paw (en)). À l'insu de Pau, la police a infiltré un policier surnommé l'« Homme à la grosse tête » (Eric Wan) dans son gang depuis de nombreuses années. Cette nuit-là, Pau est arrêté et hospitalisé en raison de graves blessures.
En raison de la mise à l'écart de Pau, la triade Hung Hing oblige Fei-lung, aux prises à des problèmes juridiques depuis cinq ans, de revenir dans les affaires criminelles, ce qu'il refuse. Le fils de Pau, Man-chun (Patrick Tam), un homme impitoyable, profite de l'occasion pour se venger et conclut avec les anciens que celui qui sera capable de découvrir la taupe et de tuer le surintendant Ko et Loan Shark Ko, deviendra le nouveau chef. Lorsque Chi-sing entend parler de cela, il décide d'informer immédiatement l'« Homme à la grosse tête ». Mais depuis qu'il a perdu son téléavertisseur, Chi-sing ne peut plus l'appeler et essaie donc de le trouver à l'école de son fils. Quand il le trouve enfin là-bas, il est parti avec son fils et, tout en essayant de le chercher partout, il les trouve tous les deux morts, tués par Man-chun et ses hommes.
Man-chun est désespéré de prendre la place de son père de chef du Hung Hing et prétend se sentir triste pour lui. Il demande à Chi-sing de tuer le surintendant Ko, ce qu'il avait négligé. Fei-lung ne veut plus avoir affaire aux activités de la triade mais dit tout de même à Chi-sing de se méfier des taupes qui l'entourent. Man-chun appelle ce-dernier pour négocier avec Loan Shark Ko, tout en ordonnant à ses hommes de détruire l'entreprise de Ko et de violer sa femme et sa fille. Alors que Ko négocie avec Chi-sing, il découvre ce qu'on vient de lui faire et décide de tuer Chi-sing, qui est secouru par Fei-lung, et qui fait donc penser à Ko que c'est celui-ci qui est derrière tout ça. Par la suite, il demande à Chi-sing de l’aider immédiatement à arrêter Fei-lung, mais il lui explique que c'est en fait Man-chun le cerveau derrière tout cela et le persuade de l’arrêter à la place, mais Ko comprend mal ce qu'il lui explique et l'arrête.
Lorsque la petite amie de Chi-sing, Judy (Joey Meng (en)), apprend que Man-chun a envoyé ses meilleurs hommes, Ma Wong (Frankie Ng) et Fa Fit (Lung Fong), enlever Daisy (Suki Kwan), l'épouse de Fei-lung, elle en informe immédiatement Daisy. De son côté, Loan Shark Ko a capturé la mère de Fei-lung pour l'obliger à se rendre mais Man-chun arrive inopinément et tue Ko en piégeant Fei-lung, sa mère et son fils dans une ferme. Lorsque le surintendant Ko découvre Loan Shark Ko dans la maison de Fei-lung, il le répertorie sur la liste des criminels recherchés.
Lorsque Chi-sing sauve Daisy, il apprend que Man-chun a capturé Fei-lung et sa famille et part à la recherche de Man-chun en sa compagnie. Avec l'aide de Chi-sing, Daisy réussit à éviter à être frappée par Man-chun et le retient en otage à la ferme pour sauver Fei-lung, sa mère et son fils. Cependant, après avoir sauvé ce-dernier durant une fusillade, Daisy est tuée par Man-chun.
Finalement, Fei-lung décide de se venger. Lorsque Chi-sing apprend cela, il s'empresse immédiatement de l'empêcher de commettre cette erreur. Fei-lung utilise l'arme de Chi-sing pour tirer sur Man-chun. Chi-sing tire sur Man-chun en cas de légitime défense. Man-chun tombe du bâtiment et meurt.

## Fiche technique
- Titre : Century of the Dragon
- Titre original : 龍在邊緣 (Yan joi bin yuen)
- Réalisation : Clarence Fok (en)
- Scénario : Wong Jing
- Photographie : Edmond Fung
- Montage : Marco Mak
- Musique : Sammy Ha et Wai Hin-kwan
- Production : Wong Jing
- Société de production : Jing's Production
- Société de distribution : China Star Entertainment Group
- Pays d'origine :  Hong Kong
- Langue originale : cantonais
- Format : couleur
- Genre : action, policier et thriller
- Durée : 109 minutes
- Dates de sortie :
  -  Hong Kong : 15 octobre 1999
  -  Malaisie : 18 novembre 1999
  -  Singapour : 25 novembre 1999
  -  Corée du Sud : 27 novembre 1999

## Distribution
- Andy Lau : Lung Yat-fei/Fei-lung Gor
- Louis Koo : Wong Chi-sing
- Patrick Tam : Tong Man-chun
- Suki Kwan : Daisy
- Anthony Wong : Tong Pau
- Joey Meng : Judy
- Nina Paw (en) : la mère de Fei-lung
- Lawrence Lau : Ken
- Frankie Ng : Ma Wong
- Lee Siu-kei : Sam
- Eric Wan (en) : l'« Homme à la grosse tête »
- Lung Fong : Fa Fit
- Joe Lee : le surintendant Ko
- Chung Yeung : Cole
- Steve Lee : Loan Shark Ko
- Yu Man-chun
- Fan Chin-hung : un voyou
- Lee To-yue : un homme de la triade à la réunion
- Chan Sek
- Yee Tin-hung
- Adam Chan
- Lam Kwok-kit
- Chu Cho-kuen
- Hon Ping